# Rita Marquard
Rita Marquard (Rita-Maria Marquard; * 20. März 1967) ist eine ehemalige deutsche Mittel- und Langstreckenläuferin.
Über 1500 Meter wurde sie 1989 und 1990 Deutsche Vizemeisterin im Freien und 1990 in der Halle. Bei den Halleneuropameisterschaften 1989 in Den Haag schied sie im Vorlauf aus.
Über 3000 Meter wurde sie 1992 Deutsche Hallenmeisterin und gewann Bronze bei den Halleneuropameisterschaften in Genua.
Rita Marquard startete zunächst für den LC Olympiapark München und wechselte 1992 zum TSV 1860 München.

## Persönliche Bestzeiten
- 800 m: 2:03,55 min, 22. Juli 1988, Frankfurt am Main
- 1000 m: 2:44,00 min, 26. Juli 1989, Ingolstadt
- 1500 m: 4:11,67 min, 19. August 1990, Köln
  - Halle: 4:11,74 min, 22. Februar 1992, Paris
- 1 Meile: 4:27,60 min, 8. September 1991, Köln
- 2000 m: 5:48,02 min, 23. Juni 1991, Berlin
- 3000 m: 9:02,7 min, 2. Juni 1991, Bad Homburg vor der Höhe
  - Halle: 8:56,20 min, 8. Februar 1992, Karlsruhe

| Personendaten    | Personendaten                             |
| ---------------- | ----------------------------------------- |
| NAME             | Marquard, Rita                            |
| ALTERNATIVNAMEN  | Marquard, Rita-Maria                      |
| KURZBESCHREIBUNG | deutsche Mittel- und Langstreckenläuferin |
| GEBURTSDATUM     | 20. März 1967                             |